# Phymaturus querque
Phymaturus querque — вид ігуаноподібних ящірок родини Liolaemidae. Ендемік Аргентини.

## Поширення і екологія
Phymaturus querque відомі з типової місцевості, розташованої в національному парку Лагуна-Бланка в провінції Неукен. Вони живуть серед скель, на висоті від 1000 до 1100 м над рівнем моря. Живляться рослинністю, є живородними.